# 김한구 (1723년)
김한구(金漢耉, 1723년 2월 23일~1769년 11월 5일)는 조선 시대 후기의 음서 출신의 문관 겸 노론 세력 정치인이자, 무관 관료를 지낸 외척이자 척신으로, 김귀주와 정순왕후의 아버지이기도 하다.
한편 그는, 1762년(영조 39)에 아들 김귀주와 함께 사도세자를 무고하여 죽게 했다. 호조참판을 지낸 김한기(金漢耆)의 형이고 본관은 경주(慶州)로, 자(字)는 국로(國老), 호(號)는 기졸재(寄拙齋), 시호는 충헌공(忠憲公)이다.
그는, 목민관을 지낸 김선경(金選慶)의 장자(長子)로, 추사 김정희의 고조부 김흥경의 친가쪽 7촌 조카가 되기도 하는 그는, 오랫동안 유학으로 학습하고 있다가, 1758년(영조 38) 사마시 초시에 합격하였지만, 결국 같은해 복시에 낙방하였다. 1759년(영조 39) 6월 둘째 딸이 영조의 계비로 간택되어 돈녕부도정이 되었다가 지돈녕부사를 거쳐 영돈녕부사로 승진하고 오흥부원군에 봉작되었다. 이후 금위영 금위대장 겸 상의원 제조, 어영청 어영대장 겸 장악원 제조 등을 역임하였다. 노론의 당원이었던 그는 홍계희, 홍인한 등과 결탁하여 사도세자를 공격하였다. 그는, 찬성으로 추증된 김두광(金斗光)의 친손이고, 김운경(金運慶)은 그의 친가 배다른 큰아버지가 되며, 당대의 재상이었던 김흥경의 7촌 조카로, 둘째 사위 영조 이금의 부마 김한신의 친가친척 8촌 삼종아우이며, 추사 김정희의 증조부뻘 되는 친척이기도 하다. 이외에도 그는, 첫째 아들 김귀주와 함께 노론의 중진이었던 종질 김관주의 5촌 아저씨가 된다.

## 생애

### 초기 활동
1723년 2월 23일 조선 충청도 홍주목 서산군 음암면 유계리의 한다리 마을에서 김홍욱의 4대손으로, 백일장 향시 합격 후 음직(蔭職)으로 충청도 황간 현감과, 공조 참의를 두루 지낸 김선경과 증 사헌부지평 홍주화(洪胄華)의 딸 남양 홍씨의 아들로 태어났다. 그 훗날 둘째 사위가 된 영조의 부마인 동시에, 화순옹주의 남편 김한신은 그와 8촌 삼종형제지간으로, 이미 동성동본 종씨 친족척간 정도를 넘어선, 동척 당내 삼종지간이었다. 그의 친척인 김흥경과 김한신은 한성에서 고관을 역임했지만, 오히려 김한구 그의 친가 집안은 충청도 서산군의 한다리 마을에 정착했고, 이후 인근에서 한다리 김씨라는 별칭으로 불리게 됐다.
서산군 유계리에 전하는 민담에 의하면, 김한구의 부인 원주 원씨가 어느덧 출산일이 되어 출산을 위해 강원도 원주 친정으로 가는 도중 기후가 악화되어 인가도 없는 당진군 벌판길에서 첫 딸을 순산하였는데, 이때 지나가다 이를 본, 당진 관청 이사관의 도움을 받았다고 한다. 이사관은 즉시 의원을 불러 그를 진료했고, 산모와 아기의 목숨을 구했다 한다. 자녀들이 태어난 뒤 김한구는 한성부로 상경하였는데, 당시 사도세자의 장인 홍봉한의 집을 자주 오가면서 이 기간 동안 홍봉한과 친분을 쌓게 되었다. 홍봉한은 김한구의 글재주와 사람됨됨이를 보고, 김한구 일가가 한성부로 이사와 살도록 도와주었다 한다. 후일 혜경궁 홍씨는 자신의 저서 한중록에 양쪽 집안이 친하게 지냈음을 강조하기도 했다.
유학으로 있다가 1758년 사마시 초시에 합격하고 복시(覆試)에 응시하였으나 낙방하였다.

### 정치 활동
영조 35년인 1759년 6월 딸이 영조의 계비로 간택되어 정순왕후가 되자, 통정대부 돈녕부도정(通政大夫 敦寧府都正)이 되고 자헌대부 지돈녕부사(資憲大夫 知敦寧府事)로 승진했다가 다시 그해 6월 11일 보국숭록대부 돈녕부영사(輔國崇祿大夫 敦寧府領事)로 특진하고 오흥부원군(鰲興府院君)에 봉해졌다. 그해 겸 오위도총부도총관과 상의원제조(尙衣院提調)에 겸임되었다.
영조는 그에 대한 특별 배려로는, 오히려 영조 자신의 명으로 철훼했던 성암서원을 복설시키기도 했다. 충청도 서산의 성암서원은 김한구의 고조부 김홍욱이 배향된 서원이었다. 그해 금위대장, 1763년(영조 39) 어영대장을 지냈다. 그는 홍계희·홍인한·김상로 등과 결탁하여 사도세자를 궁지로 몰아넣었으며 1764년 아들 김귀주가 왕과 친분이 있는 신하로서 노론의 당론에 관여하였다 하여 탄핵을 받고 파직당하자, 아들을 잘못 가르쳤다고 하여 함께 파직되었다. 1766년 7월 영돈녕부사 겸 장악원제조(掌樂院提調)로 복직되고, 1767년 다시 어영대장이 되었다. 사후 의정부영의정에 추증되었다.

### 사후
그가 죽자 영조는 경상도관찰사였던 동생 김한기를 발탁하여 호조참판으로 삼았고, 그의 이종 사촌 이중호(李重祜)를 함경도관찰사로 삼았다.
그의 시신은 처음에 경기도 장단군 반룡산(盤龍山)에 안장되었다가, 1774년 5월 19일 아들 김귀주에 의해 양주군 금촌면 야동마산리(金村面 治東馬山里, 현, 남양주시 이패동 산 43) 마산마을 간좌(艮坐)에 이장되었다. 묘비석과 비문은 1770년 영조가 직접 지어 묘소 우측에 건립하였으며 비석 상단에 어필(御筆)이라 작은 글씨로 쓰여 있다. 묘표는 영조의 셋째 서녀 화평옹주의 남편 박명원(朴明源)이 지었는데, 박명원이 쓴 그의 묘표는 경기도 장단군에 있다.

## 가족 관계
- 고조부: 김홍욱 - 당진현감·홍주목사·충청도 관찰사 등을 두루 역임.
  - 고조모: 동복 오씨(부: 오억령-이조참판, 조부: 오세현-영의정, 증조부: 오극권-이조판서)
    - 증조부: 김계진 - 예원사평(隷院司評)‧동궁익위사세마(東宮翊衛司洗馬)‧지례현감(知禮縣監)‧황간현감(黃澗縣監)을 두루 역임.
      - 조부 : 김두광(金斗光),
        - 아버지 : 김선경(金選慶, 1699년 ~ 1760년 9월 19일) - 호조 참의 역임.
        - 모친 : 남양 홍씨
          - 본인 : 김한구(1723 ~ 1769)
          - 부인 : 원풍부부인 원주 원씨(1716 ~ ?), 원명직의 딸.
            - 장녀 : 경주 김씨(1738 ~ ?), 상주 황사술(黃思述, 1722 ~ ? ; 진사 출신)의 측실.
            - 장남 : 김귀주(金龜柱, 1740 ~ 1786)
            - 자부 : 이춘빈(李春彬)의 딸
              - 손자 : 김노충(金魯忠)

            - 자부 : 박사경(朴師經)의 딸, 김귀주의 후처
            - 차남 : 김인주(金麟柱, 1742 ~ ?)
            - 자부 : 홍치적(洪致績)의 딸
            - 차녀 : 정순왕후 김씨(1745 ~ 1805)
            - 사위 : 조선 21대 국왕 영조 이금(1694 ~ 1776)

          - 사돈 : 조선 19대 국왕 숙종 이돈(1661 ~ 1720)
          - 동복 동생 : 김한기(金漢耆, 1728 ~ 1792)

        - 서모 : 순흥 안씨, 안중형(安重衡, 1695 ~ ?)의 딸.
          - 이복 동생 : 김한로(金漢老[4], 1746 ~ ?)

## 기타
그의 고조부 김홍욱의 형 충민공 김홍익(忠愍公 金弘翼, 1581 ~ 1636)의 4대손 중에도 김한구와 동명이인인 10촌 동생 김한구(金漢龜(김한귀), 1737 ~ ?)가 있다.

## 김한구가 등장하는 작품

### 드라마
- 《대왕의 길》(1998, MBC, 배역: 최주봉)
- 《무사 백동수》(2011, SBS, 배역: 김일우)
- 《비밀의 문: 의궤 살인 사건》(2014, SBS, 배역: 김광인)

### 영화
- 《사도》(2015년, 배역: 강성해)